# تمرد تنظيم الدولة الاسلامية في العراق (2017–الآن)
التمرد العراقي هو تمرد بدأ نهاية 2017 بعد الهزائم المتكررة لتنظيم الدولة الإسلامية (داعش)، مسببة لها خسارة المناطق المسيطر عليها، من قبل الجيش العراقي والقوات المتحالفة معها

## الخلفية
التمرد هو استمرار مباشر للحرب الأهلية العراقية من 2014 إلى 2017، مع أغلب الجماعات المتمردة السنية تستمر بالمعارضة المسلحة ضد الحكومة العراقية التي يهيمن عليها الشيعة. إلى جانب تنظيم الدولة الإسلامية (داعش)، متمردين آخرين يقاتلون الحكومة من ضمنهم جماعة معروفة باسم الرايات البيضاء التي تشكلت من عناصر داعش سابقين ومتمردين أكراد وبعثيين حسب المصادر. تعمل المجموعة في الغالب في محافظة كركوك واستخدمت تنسيق تكتيكات عصابية ضد القوات الحكومية. فصائل أخرى مناهضة للحكومة العراقية تتضمن حزب البعث العراقي الذي يقوده حاليا عزة الدوري، مسؤول سابق لصدام حسين أثناء حكم العراق وكان نشطا في نزاع العراق أثناء الاحتلال الأمريكي سنة 2003 بقيادة فصائل متعددة تتضمن جيش النقشبندية والقيادة العليا للجهاد والتحرير.

## الأحداث

### 2018

#### أكتوبر
في 9 أكتوبر 2018، قُتل 4 مقاتلين من الحشد الشعبي في هجوم من قبل داعش في قضاء هيت ومحافظة الأنبار.